# Moe (terme)
Moe (萌え, pronúncia japonesa: [mo.e]), de vegades romanitzat moé, és una paraula japonesa que fa referència a l'adoració envers personatges d'anime, manga, videojocs i altres productes del mercat otaku. Moe, però, també s'ha utilitzat per referir-se a l'afecte envers qualsevol tema.

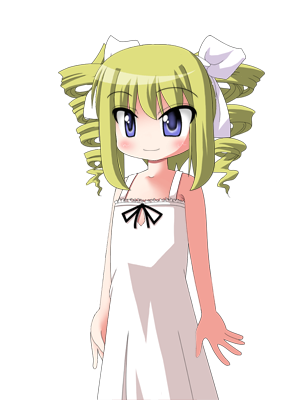
Un personatge que podria aparèixer en una sèrie d'anime o manga i que pot fer que sentis moe

El Moe està relacionat amb la neotènia i la sensació de "cucada" que un personatge pot evocar. La paraula moe es va originar a finals dels anys 80 i principis dels 90 al Japó i és d'origen incert, tot i que hi ha diverses teories sobre com es va començar a fer servir. Els personatges moe s'han expandit per les obres japoneses i el concepte s'ha comercialitzat. Existeixen concursos, tant per internet com al món real, per a coses d'estil moe, fins i tot un organitzat per una de les taules de classificació de videojocs japoneses. Diversos comentaristes notables com Tamaki Saitō, Hiroki Azuma i Kazuya Tsurumaki també han donat la seva opinió sobre el moe i el seu significat.

## Significat
La paraula moe en el món de l'argot fa referència als sentiments d'afecte, adoració, devoció i emoció que algú sent envers personatges que apareixen en mangues, animes, videojocs i altres productes (generalment japonesos). Els personatges que susciten moe s'anomenen "personatges moe". La paraula també ha evolucionat per fer-se servir amb tota mena de temes. Quan es diu que la paraula "expressa una emoció forta envers una cosa en concret" és perquè no n'hi ha prou amb el verb "agradar" per expressar-ho. La característica comuna en tot el moe és que el subjecte d'aquests sentiments és allò amb què no es pot tenir una relació real, com un personatge de ficció, una estrella del pop o una substància inorgànica. Es pot considerar una mena de "pseudo-relació amorosa", però no s'acostuma a considerar el mateix.